# 1990年の横浜大洋ホエールズ
1990年の横浜大洋ホエールズ（1990ねんのよこはまたいようホエールズ）では、1990年の横浜大洋ホエールズにおける動向をまとめる。
1990年の横浜大洋ホエールズは、須藤豊監督の1年目のシーズンである。

## 概要
前年5年ぶりに最下位に転落し、優勝の巨人に5勝21敗と大きく負け越したチームは中部慶次郎オーナーが三顧の礼をもって新監督に巨人の二軍監督だった須藤豊を招聘。古葉竹識前監督が広島OBで首脳陣を固めて失敗した経緯から、須藤新監督はヘッドコーチに江尻亮、投手コーチに小谷正勝、守備走塁コーチに米田慶三郎といった大洋OBを配置。また他球団OBの大杉勝男を打撃コーチに、須藤監督と同じ高知商出身の高橋良昌を投手コーチに迎えるなど首脳陣を一新してシーズンに臨んだ。チームは開幕から5月初めまで前年優勝の巨人と首位を争ったが、6月以降は大きくゲーム差を広げられると最後は巨人から24ゲーム差の3位で終了。それでも最下位に終わった前年から勝ち星を大きく増やし、借金返済はならなかったものの1983年以来7年ぶりのAクラス入りを果たした。投手陣では斉藤明夫や新浦壽夫といったベテランの奮闘に加え、3年目の野村弘樹が11勝をあげて巨人キラーとして頭角を現し、須藤監督の後輩でこの年から先発転向の中山裕章が開幕投手を務めるなどそれなりの成績を収め、かつてのエース・遠藤一彦が抑えで復活するなど明るい話題もあった。ドラフト1位ルーキーの佐々木主浩は最初起用法が先発、中継ぎと安定しなかったが、5月以降リリーフで起用されるとまずまずの成績を残し須藤監督の期待に応えた。打撃陣では前年打率2位のジム・パチョレックが高木豊とのチーム内での争いを制し3年目で念願の首位打者を獲得し、最多安打に輝いた。

## チーム成績

### レギュラーシーズン
|   | 開幕：4/7 | 開幕：4/7    | 5/1 | 5/1          | 6/1 | 6/1          | 7/1 | 7/1          | 8/1 | 8/1          | 9/1 | 9/1          |
| - | --------- | ------------ | --- | ------------ | --- | ------------ | --- | ------------ | --- | ------------ | --- | ------------ |
| 1 | 中        | 横谷彰将     | 中  | 横谷彰将     | 右  | 青山道雄     | 右  | 横谷彰将     | 右  | 横谷彰将     | 中  | 山崎賢一     |
| 2 | 遊        | 高橋雅裕     | 遊  | 高橋雅裕     | 遊  | 高橋雅裕     | 遊  | 高橋雅裕     | 遊  | 高橋雅裕     | 遊  | 進藤達哉     |
| 3 | 二        | 高木豊       | 右  | 山崎賢一     | 三  | 大野雄次     | 二  | 高木豊       | 中  | 宮里太       | 右  | 二村忠美     |
| 4 | 一        | マイヤー     | 一  | 田代富雄     | 一  | マイヤー     | 一  | マイヤー     | 一  | マイヤー     | 一  | マイヤー     |
| 5 | 左        | パチョレック | 左  | パチョレック | 左  | パチョレック | 左  | パチョレック | 左  | パチョレック | 左  | パチョレック |
| 6 | 右        | 山崎賢一     | 三  | 清水義之     | 二  | 清水義之     | 中  | 山崎賢一     | 二  | 高木豊       | 二  | 高木豊       |
| 7 | 三        | 清水義之     | 二  | 銚子利夫     | 中  | 山崎賢一     | 三  | 清水義之     | 三  | 清水義之     | 三  | 清水義之     |
| 8 | 捕        | 市川和正     | 捕  | 谷繁元信     | 捕  | 谷繁元信     | 捕  | 市川和正     | 捕  | 谷繁元信     | 捕  | 谷繁元信     |
| 9 | 投        | 中山裕章     | 投  | 新浦壽夫     | 投  | 中山裕章     | 投  | 新浦壽夫     | 投  | 岡本透       | 投  | 野村弘       |

| 順位 | 4月終了時 | 4月終了時 | 5月終了時 | 5月終了時 | 6月終了時 | 6月終了時 | 7月終了時 | 7月終了時 | 8月終了時 | 8月終了時 | 最終成績 | 最終成績 |
| ---- | --------- | --------- | --------- | --------- | --------- | --------- | --------- | --------- | --------- | --------- | -------- | -------- |
| 1位  | 巨人      | --        | 巨人      | --        | 巨人      | --        | 巨人      | --        | 巨人      | --        | 巨人     | --       |
| 2位  | 大洋      | 2.5       | 大洋      | 2.5       | 大洋      | 5.5       | 中日      | 12.0      | 広島      | 16.5      | 広島     | 22.0     |
| 3位  | 阪神      | 4.5       | 広島      | 8.0       | 広島      | 8.0       | 大洋      | 12.5      | 大洋      | 18.0      | 大洋     | 24.0     |
| 4位  | ヤクルト  | 5.5       | 阪神      | 9.5       | 中日      | 9.0       | 広島      | 13.5      | 中日      | 18.5      | 中日     | 26.0     |
| 5位  | 中日      | 7.0       | ヤクルト  | 9.5       | ヤクルト  | 10.5      | ヤクルト  | 16.0      | ヤクルト  | 24.0      | ヤクルト | 30.0     |
| 6位  | 広島      | 7.5       | 中日      | 9.5       | 阪神      | 12.0      | 阪神      | 18.0      | 阪神      | 31.0      | 阪神     | 36.0     |

| 順位 | 球団               | 勝 | 敗 | 分 | 勝率 | 差   |
| 1位  | 読売ジャイアンツ   | 88 | 42 | 0  | .677 | 優勝 |
| 2位  | 広島東洋カープ     | 66 | 64 | 2  | .508 | 22.0 |
| 3位  | 横浜大洋ホエールズ | 64 | 66 | 3  | .492 | 24.0 |
| 4位  | 中日ドラゴンズ     | 62 | 68 | 1  | .477 | 26.0 |
| 5位  | ヤクルトスワローズ | 58 | 72 | 0  | .446 | 30.0 |
| 6位  | 阪神タイガース     | 52 | 78 | 0  | .400 | 36.0 |

## オールスターゲーム1990
- 監督推薦

野村弘樹
遠藤一彦
高木豊
山崎賢一

## できごと
- 3月26日 - 村岡耕一、河野誉彦と西武・秋元宏作、青山道雄、駒崎幸一のトレードが成立。
- 4月23日 - 岡本哲司と日本ハム・二村忠美のトレードが成立。
- 6月22日 - 新浦壽夫がNPB通算2000投球回を達成。
- 8月4日 - 中日戦で5時間51分の最長試合時間を記録。田代富雄が通算1500試合出場を達成。
- 8月5日 - 新浦壽夫がNPB通算500試合登板を達成。
- 10月6日 - 加藤博一が引退を発表。

## 表彰選手
| リーグ・リーダー | リーグ・リーダー | リーグ・リーダー | リーグ・リーダー |
| 選手名           | タイトル         | 成績             | 回数             |
| ---------------- | ---------------- | ---------------- | ---------------- |
| パチョレック     | 首位打者         | .326             | 初受賞           |
| パチョレック     | 最多安打         | 172本            | 2年ぶり2度目     |
| その他           |                  |                  |                  |
| 選手名           | タイトル         | タイトル         | タイトル         |
| 遠藤一彦         | カムバック賞     | カムバック賞     | カムバック賞     |

| ベストナイン       | ベストナイン | ベストナイン |
| 選手名             | ポジション   | 回数         |
| ------------------ | ------------ | ------------ |
| 高木豊             | 二塁手       | 初受賞       |
| パチョレック       | 外野手       | 2年ぶり2度目 |
| ゴールデングラブ賞 |              |              |
| 選手名             | ポジション   | 回数         |
| 山崎賢一           | 外野手       | 2年連続2度目 |

## ドラフト
| 順位 | 選手名   | ポジション | 所属           | 結果               |
| ---- | -------- | ---------- | -------------- | ------------------ |
| 1位  | 水尾嘉孝 | 投手       | 福井工業大学   | 入団               |
| 2位  | 宮川一彦 | 内野手     | 東北福祉大学   | 入団               |
| 3位  | 加藤将斗 | 投手       | 東北高         | 入団               |
| 4位  | 鈴木尚典 | 外野手     | 横浜高         | 入団               |
| 5位  | 米正秀   | 投手       | 西京高         | 拒否・神戸製鋼入社 |
| 6位  | 渡部高史 | 投手       | 札幌琴似工業高 | 入団               |